# Patrikas Stankevičius
Patrikas Stankevičius (* 16. Januar 1999 in Kaunas) ist ein litauischer Volleyball- und Beachvolleyballspieler, der sowohl in der Halle als auch im Sand die litauische Meisterschaft gewann.

## Karriere Halle
In der ersten Station seiner Hallenkarriere stand Patrikas Stankevičius in der Saison 2017/18 mit Raseiniai-Norvelita im Pokalfinale und wurde Dritter in der obersten Liga seines Heimatlandes. Nach einer Pause von drei Jahren wurde der Zuspieler 2021 mit Amber Volley litauischer Meister und Pokalsieger. Eine Saison später gewann er mit Sūduva Marijampolė die Vizemeisterschaft.

## Karriere Beach
Zwei fünfte Plätze bei der U18-EM mit Rokas Vaskevicius 2016 und bei der U22-Europameisterschaft mit Aurimas Mazūras ein Jahr später sowie die Bronzemedaille bei den europäischen Wettkämpfen der unter Zweiundzwanzigjährigen mit Audrius Knašas in der folgenden Saison waren die herausragenden Resultate des aus Kaunas stammenden Athleten im Jugend- und Juniorenbereich. Nachdem er mit verschiedenen Partnern zuvor bei nationalen Wettkämpfen einige Finalteilnahmen erreicht hatte, bildeten ab 2019 Stankevičius und Knašas ein ständiges Duo. Den ersten Sieg errangen sie im Juni in Alūksne, weitere Goldmedaillen wurden ihnen bei den litauischen Meisterschaften 2020, 2022 und 2023 überreicht. Beim Challenge-Turnier in Agadir kämpften sie sich durch die Qualifikation und erreichten im Hauptbewerb mit einem weiteren Sieg den 17. Rang. Die folgenden zwei Future-Events beendeten sie auf dem ersten Platz. Der sportlich wertvollste Erfolg bis zu diesem Zeitpunkt gelang ihnen beim anschließenden Elite16-Turnier in Paris, als sie durch zwei gewonnene Spiele in der Vorausscheidung in den Hauptwettbewerb gelangten und so zu den besten sechzehn Teams gehörten. Auf der World Beach Pro Tour 2023 hatten Stankevičius/Knašas zahlreiche Top-Ten-Platzierungen, darunter ein dritter Platz beim Challenge-Turnier im philippinischen Nuvali.